# Matthew Locke

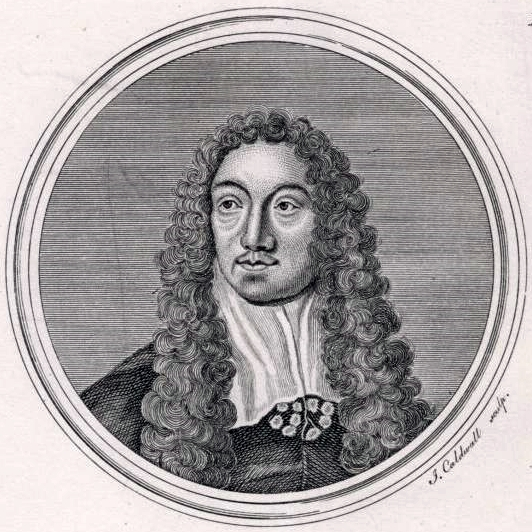
Matthew Locke

Matthew Locke (född 1621 i Exeter; död i augusti 1677 i London) var en engelsk barockkompositör och musikteoretiker.
Locke fick sin tidiga utbildning i födelsestadens kyrkokör, som leddes av Orlando Gibbons bror Edward. Senare studerade Locke hos William Wake. År 1648 företog han en resa till Nederländerna, där han möjligen konverterade till katolicismen. År 1661 blev han hovkompositör vid kung Karl II:s hov och snart också kungens organist.
Tillsammans med Christopher Gibbons (Orlandos son) skrev Locke musiken till maskspelet Cupid and Death (1653) av dramatikern James Shirley. Partituret till detta verk är det enda bevarade partituret för dramatisk musik från denna period. Locke var en av fem tonsättare som skrev musik till William Davenants genombrottsopera The Siege of Rhodes (1656). Locke skrev även musik till Davenants efterföljande operor, The Cruelty of the Spaniards in Peru (1658) och The History of Sir Francis Drake (1659). Han skrev också processionsmusik till kung Karl II:s kröning.
Lockes musikteoretiska verk Melothesia utkom 1673. Locke komponerade också musik för blåsinstrument och fiol. År 1674 blev Lockes verk Macbeth (William Davenant) och The Tempest (Thomas Shadewell) uruppförda och 1675 komponerade han musik till Thomas Shadwells Psyche.
Efter Lockes död övertog eleven Henry Purcell posten som organist i Westminster Abbey.